# 焼肉さん太郎
焼肉さん太郎（やきにくさんたろう）は、菓道が製造する駄菓子である。コンビニエンスストアや駄菓子屋などで一袋に1枚入りで約10円で販売される。また、小型の袋詰めされたものが60袋で1パックとなっており、こちらは約600円で販売されている。後述の60枚が入ったものは、透明なプラスチックのパックに、10段ずつ6列に並べられて格納されている。さらにこのパックをいくつか並べて段ボールに入れた、カートンという単位があるが、市場関係者以外ではあまり目にしない。
名称通り肉を使用しているが、肉というのは牛肉や豚肉などではなく、薄く固めたスケトウダラの肉のすり身であり、これに焼肉風味のタレを塗って香ばしく焼きを入れたもので、味と食感の再現度は高い。パッケージの表記どおり「ピリ辛」である。
厚さ約1mmの長方形で、表面のざらざら感が特徴的。食べるときは多くの場合歯で引っ張りながら食いちぎるようにして食べる。
パッケージは金地で威勢のよい「焼肉さん」の赤文字が目立つ。